# ما جیان
ما جیان (انگلیسی: Ma Jian؛ زادهٔ ۲۰ اوت ۱۹۶۹) بازیکن بسکتبال اهل چین بود.
وی در مسابقات کشوری و بین‌المللی در مجموع برندهٔ ۱ مدال طلا شده‌است.